# Mistrzostwa Świata w Netballu 1987
Mistrzostwa Świata w Netballu 1987 – siódma edycja MŚ w netballu, która odbyła się w Szkocji. Po raz trzeci mistrzostwo świata zdobyła reprezentacja Nowej Zelandii. W turnieju udział wzięło 17 drużyn. Wszystkie mecze zostały rozegrane w Glasgow.

## Zestawienie końcowe drużyn
| Miejsce | Drużyna           |
| ------- | ----------------- |
|         | Nowa Zelandia     |
| =       | Trynidad i Tobago |
| =       | Australia         |
| 4       | Anglia            |
| 5       | Jamajka           |
| 6=      | Barbados          |
| 6=      | Wyspy Cooka       |
| 8       | Fidżi             |
| 9       | Szkocja           |
| 10=     | Bermudy           |
| 10=     | Kanada            |
| 10=     | Irlandia Północna |
| 13      | Walia             |
| 14      | Papua-Nowa Gwinea |
| 15      | Irlandia          |
| 16      | Sri Lanka         |
| 17      | Malezja           |